# Tetraommatus
Tetraommatus is een kevergeslacht uit de familie van de boktorren (Cerambycidae). De wetenschappelijke naam van het geslacht werd voor het eerst geldig gepubliceerd in 1855 door Perroud.

## Soorten
Tetraommatus omvat de volgende soorten:
- Tetraommatus angustatus Pascoe, 1869
- Tetraommatus apicalis Schwarzer, 1924
- Tetraommatus basifemoralis Heller, 1926
- Tetraommatus bimaculatus Gahan, 1906
- Tetraommatus brunneus Hayashi, 1977
- Tetraommatus callidioides (Pascoe, 1857)
- Tetraommatus filiformis Perroud, 1855
- Tetraommatus fragilis Holzschuh, 1984
- Tetraommatus galinae Danilevsky, 1988
- Tetraommatus insignis Gahan, 1894
- Tetraommatus kuantaoshanensis Chang, 1978
- Tetraommatus luzonicus Hüdepohl, 1990
- Tetraommatus minor Pic, 1922
- Tetraommatus muticus (Pascoe, 1859)
- Tetraommatus niger Gahan, 1907
- Tetraommatus nigriceps Pascoe, 1869
- Tetraommatus ocularis Pascoe, 1869
- Tetraommatus orousseti Villiers, 1981
- Tetraommatus rossi Gressitt, 1951
- Tetraommatus similis Pascoe, 1869
- Tetraommatus tabidus Pascoe, 1869
- Tetraommatus taiwanus Hayashi, 1978
- Tetraommatus testaceus (Pascoe, 1857)
- Tetraommatus unifasciatus Murzin, 1988